# Greenomyia brunetti
Greenomyia brunetti är en tvåvingeart som beskrevs av Loïc Matile 2002. Greenomyia brunetti ingår i släktet Greenomyia och familjen svampmyggor. Inga underarter finns listade i Catalogue of Life.